# Panimávida (comuna)
Panimávida fue una de las comunas que integró el antiguo departamento de Linares, en la provincia de Linares.
En 1907, de acuerdo al censo de ese año, la comuna tenía una población de 7678 habitantes. Su territorio fue organizado por decreto del 30 de junio de 1904.

## Historia
La comuna fue creada por decreto del 30 de junio de 1904.
Esta comuna fue suprimida mediante el Decreto con Fuerza de Ley N.º 8.583 del 30 de diciembre de 1927, dictado por el presidente Carlos Ibáñez del Campo como parte de una reforma político-administrativa, anexando su territorio a la comuna de Colbún. La supresión se hizo efectiva a contar del 1 de febrero de 1928.